# Хорватский народный банк
Хорватский народный банк (хорв. Hrvatska narodna banka) — центральный банк Хорватии.

## История
В 1943—1945 годах в Загребе функционировал Хорватский государственный банк, выпускавший банкноты Независимого государства Хорватия.
Конституцией Хорватии, принятой 21 декабря 1990 года, было предусмотрено создание центрального банка Республики Хорватия. 8 октября 1991 года объявлено о создании Народного банка Хорватии. 23 декабря 1991 года банк начал выпуск банкнот. В 1997 году банк переименован в Хорватский народный банк.
Хорватия с 1 января 2023 года вошла в Шенгенское соглашение и зону евро.